# Henry C. Allen (Politiker, 1872)

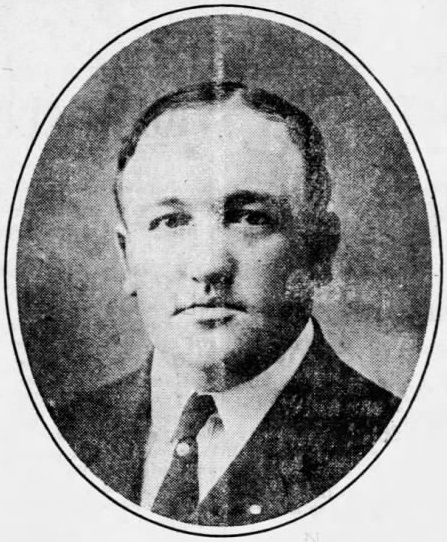
Henry C. Allen

Henry Crosby Allen (* 13. Mai 1872 in Paterson, New Jersey; † 7. März 1942 in Mystic, Connecticut) war ein US-amerikanischer Politiker. Zwischen 1905 und 1907 vertrat er den Bundesstaat New Jersey im US-Repräsentantenhaus.

## Werdegang
Henry Allen besuchte sowohl private als auch öffentliche Schulen in seiner Heimat. Danach war er bis 1889 an der St. Paul’s School in Garden City auf Long Island.  Anschließend studierte er bis 1893 an der Yale University. Nach einem Jurastudium an der New York Law School und seiner 1895 erfolgten Zulassung als Rechtsanwalt begann er in Paterson in diesem Beruf zu arbeiten. Gleichzeitig schlug er als Mitglied der Republikanischen Partei eine politische Laufbahn ein.
Bei den Kongresswahlen des Jahres 1904 wurde Allen im sechsten Wahlbezirk von New Jersey in das US-Repräsentantenhaus in Washington, D.C. gewählt, wo er am 4. März 1905 die Nachfolge von William Hughes antrat. Da er im Jahr 1906 auf eine weitere Kandidatur verzichtete, konnte er bis zum 3. März 1907 nur eine Legislaturperiode im Kongress absolvieren. Nach dem Ende seiner Zeit im US-Repräsentantenhaus praktizierte Allen wieder als Anwalt in Paterson. Zwischen 1926 und 1935 war er dort Posthalter. Er starb am 7. März 1942 während eines Besuchs bei seiner Tochter in Connecticut. Henry Allen fand seine letzte Ruhestätte auf dem Cedar Lawn Cemetery in Paterson.